# 佐和子の店
株式会社佐和子の店（さわこのみせ）は、徳島県徳島市に本社を置く美容業を営む企業。

## 概要
徳島県の主に徳島市内を中心に展開している美容室である。本部には単独認定職業訓練施設・徳島CLBアカデミーがある。また1998年に全国花嫁着付コンクールで最優秀賞（厚生大臣賞）を受賞するなどの実績もある。

### 会社概要
- 本社所在地：徳島県徳島市吉野本町6丁目50-5
- 設立：1968年（昭和43年）3月
- 代表者：荒木秀通
- 資本金：1,000万円

## 店舗
全て徳島市に所在している。
- 徳島店（東船場町）
- 助任店（助任本町）
- 蔵本店（蔵本町）
- 吉野本町店（吉野本町）
- 国府店（国府町）

## 徳島CLBアカデミー
佐和子の店が運営主体となっている単独認定職業訓練施設。同社の本部（徳島市吉野本町）に併設されている。学科は美容科（短期）のみ。